# Lindetal
Lindetal – gmina w Niemczech, w kraju związkowym Meklemburgia-Pomorze Przednie, w powiecie Mecklenburgische Seenplatte, wchodzi w skład Związku Gmin Stargarder Land.

## Podział administracyjny
- Alt Käbelich
- Ballin
- Dewitz
- Leppin
- Marienhof
- Plath
- Rosenhagen